# Tomasz Radziszewski (kapelmistrz)
Tomasz Radziszewski (ur. 15 października 1888 w Wiskitkach, zm. wiosną 1940 w Charkowie) – kapitan kapelmistrz Wojska Polskiego, ofiara zbrodni katyńskiej.

## Życiorys
Urodził się w rodzinie Wincentego i Marii z Matusiaków. Absolwent Warszawskiego Konserwatorium Muzycznego. Brał udział w wojnie polsko-bolszewickiej w szeregach Pułku Strzelców Grodzieńskich. W niepodległej Polsce był przydzielony do 86 pułku piechoty, a od 1924 ponownie do 81 pułku Strzelców Grodzieńskich, gdzie służył na stanowisku kapelmistrza orkiestry pułkowej do 1939. Został awansowany do stopnia porucznika ze starszeństwem z dniem 1 grudnia 1920. W tej randze w 1928 w korpusie oficerów administracji, grupa kapelmistrzów był zweryfikowany z lokatą 12. Nauczał śpiewu w przykościelnym Gimnazjum imienia Tomasza Zana w Mołodecznie. Na stopień kapitana został mianowany ze starszeństwem z 19 marca 1937 i 5. lokatą w korpusie oficerów administracji, grupa kapelmistrzów.
Po agresji ZSRR na Polskę z 17 września 1939 dostał się do niewoli sowieckiej i przebywał w obozie w Starobielsku. Wiosną 1940 został zamordowany przez funkcjonariuszy NKWD w Charkowie i pogrzebany w bezimiennej, zbiorowej mogile w Piatichatkach, gdzie od 17 czerwca 2000 mieści się oficjalnie Cmentarz Ofiar Totalitaryzmu w Charkowie. Figuruje na tzw. liście Gajdideja (poz. 2846).
5 października 2007 minister obrony narodowej Aleksander Szczygło mianował go pośmiertnie na stopień majora. Awans został ogłoszony 9 listopada 2007 w Warszawie, w trakcie uroczystości „Katyń Pamiętamy – Uczcijmy Pamięć Bohaterów”.

## Ordery i odznaczenia
- Srebrny Krzyż Zasługi
- Krzyż Zasługi Wojsk Litwy Środkowej – 3 marca 1926[7]
- Medal Pamiątkowy za Wojnę 1918–1921[1]
- Medal Dziesięciolecia Odzyskanej Niepodległości[1]